# Bentley Arnage
Der Arnage ist ein von 1998 bis 2010 produziertes Oberklassefahrzeug von Bentley. Das Fahrzeug hatte den Rolls-Royce Silver Seraph als Schwestermodell. Die Bentley State Limousine der britischen Monarchen basiert auf dem Bentley Arnage. Bentley und Rolls-Royce gingen seit 2003 getrennte Wege.

## Modellgeschichte
Der Arnage wurde 1998 eingeführt, als Bentley noch gemeinsam mit Rolls-Royce Motor Cars zum Vickers-Konzern gehörte. Kurz darauf übernahm Volkswagen die Bentley- und Rolls-Royce-Werke. Die Rechte zur Nutzung der Marke „Rolls-Royce“ lagen jedoch nicht bei Vickers, sondern beim Triebwerkshersteller Rolls-Royce plc., welcher die Nutzungsrechte für Automobile an BMW vergab. Daher konnte Volkswagen nur noch für begrenzte Zeit den Markennamen nutzen.
Der Arnage ist nach dem gleichnamigen Ort am Circuit de la Sarthe benannt. Das Schwestermodell Rolls-Royce Silver Seraph wurde nach der Übernahme von Rolls-Royce durch BMW im Jahr 2002 aufgrund des Nachfolgers Rolls-Royce Phantom eingestellt.
Im Jahr 2004 erhielt das Fahrzeug ein äußerliches Facelift.
Das Fahrzeug war zuletzt in drei Ausführungen erhältlich:
- der Arnage R ist das Standardmodell
- der Arnage RL hat einen längeren Radstand und dadurch mehr Innenraumlänge
- der Arnage T ist die Sportausführung mit leistungsstärkerem Motor

Allen drei gemein ist der Motor: Ein 6,8 l großer V8-Turbomotor, der je nach Modell eine maximale Leistung von 336 kW bis 373 kW hat.
Das Nachfolgefahrzeug, bezeichnet als Mulsanne, wurde  16. September 2009 im Rahmen des Pebble Beach Concours d’Elegance nahe Monterey (Kalifornien) vorgestellt.

## Varianten

### Arnage Red Label
Gegenüber dem Arnage aus dem Modelljahr 1999 wurde beim Arnage Red Label (der im Übrigen an dem rot hinterlegten Bentleyemblem auf der Kühlerhaube und den Rädern zu erkennen ist) der Wagenboden im hinteren Teil abgesenkt und damit mehr Platz für die Passagiere im Fond geschaffen. Dennoch konnte parallel der Tank vergrößert werden, der nun 100 Liter fasst und viele weitere Veränderungen dienten der Versteifung der Karosserie. Schließlich waren nun auch das Alpine-Navigationssystem mit dem klappbaren Monitor und Einparkhilfe serienmäßig. Zusätzlich wurde die Vorderachse überarbeitet.

### Arnage Green Label
Im Modelljahr 2000 wurde die Variante mit dem 4,4-Liter-Motor auf Arnage Green Label umbenannt und die Änderungen die im Red Label angewendet wurden auch hier eingesetzt.
Ende 2001 wurde der Green Label mangels Nachfrage und aufgrund der Übernahme durch VW eingestellt.

### Arnage R / Arnage RL
Im Jahre 2002 wurde die Modellpalette weiter aufgefrischt. Aus dem Red Label wurde nun der Arnage R, bzw. der Arnage RL.
Mit dem ESP wurde eine Fahrdynamikregelung eingeführt.

### Arnage T
Der Arnage T war ab Anfang 2002 der stärkste Bentley bis zum Erscheinen des Bentley Continental GT. Er wurde im Innenraum durch die Aluminium-Riffelblenden um die Instrumente, in den oberen Holzleisten der Türen und einen Schalthebelkopf als Ball am Wahlhebel des Automatikgetriebes von den anderen Varianten abgesetzt.

### Arnage LWB
Zusätzlich zur Standardversion kam im Modelljahr 2000 eine Langversion mit einem um 250 mm verlängertem Radstand auf den Markt, die auf dem Arnage Red Label basiert.

### Arnage Limousine
In geringen Stückzahlen wurde der Arnage Limousine gebaut. Die reinen Chauffeurfahrzeuge bauen auf dem Arnage RL auf und haben gegenüber dem kürzesten Modell einen um 450 mm respektive 728 mm verlängerten Radstand. Das Dach wurde zudem bei einigen Fahrzeugen um 100 mm erhöht.

### Arnage Diamond Series
Zum 60-jährigen Firmenjubiläum 2006 wurde eine Sonderserie aufgelegt; die Diamond Series ist auf sechzig Exemplare limitiert.

### Arnage Final Series
Zum Ende der Modelllaufzeit wurden die Arnage Final Series auf Basis des Arnage T aufgelegt.

### Modelle mit anderer Karosserieform
Auf dem Arnage basieren das Cabriolet Bentley Azure, der Ende 2006 auf den Markt kam und das Coupé Bentley Brooklands, das 2007 erstmals gezeigt wurde.

## Antrieb

### 4,4-Liter-Motor
Zunächst wurde der Arnage nur mit einem von Cosworth-BMW stammenden 4,4-Liter-Motor aus der Motorenbaureihe BMW M62 mit 260 kW (354 PS) und einem maximalen Drehmoment von 570 Nm bei 2500/min angetrieben.

### 6,75-Liter-Motor
Für das Modelljahr 2000, also nach den Werksferien 1999, wurde jedoch der 6,75-Liter-V8-Motor mit Aluminium-Motorblock, der auf dem des Vorgängers Bentley Turbo RT basierte, für den Arnage Red Label eingesetzt. Die maximale Leistung wurde auf 298 kW und  das maximale Drehmoment auf 830 Nm gesteigert. Auch das Fünfstufen-Automatikgetriebe von ZF musste dem Vierstufen-Automatikgetriebe 4L80E von GM weichen, da nur dieses mit den hohen Drehmomenten zurechtkam.
Der Motor des Arnage R wurde nicht mehr mit einem großen Garrett-T4-Turbolader aufgeladen, sondern von zwei kleineren Garrett-T3-Turboladern, die aufgrund ihres kleineren Massenträgheitsmoments noch schneller ansprachen und den Leistungsabfall des Motors bei niedrigen Drehzahlen verhindern.
Im Arnage T wurde die maximale Leistung des Motors auf zuerst auf 336 kW und das maximale Drehmoment von 875 Nm; im Modelljahr auf 373 kW angehoben, das maximale Drehmoment stieg auf 1000 Nm. Ab 2006 wurde die maximale Leistung in den Modellen Arnage R und Arnage RL auch auf 336 kW angehoben.

## Technische Daten

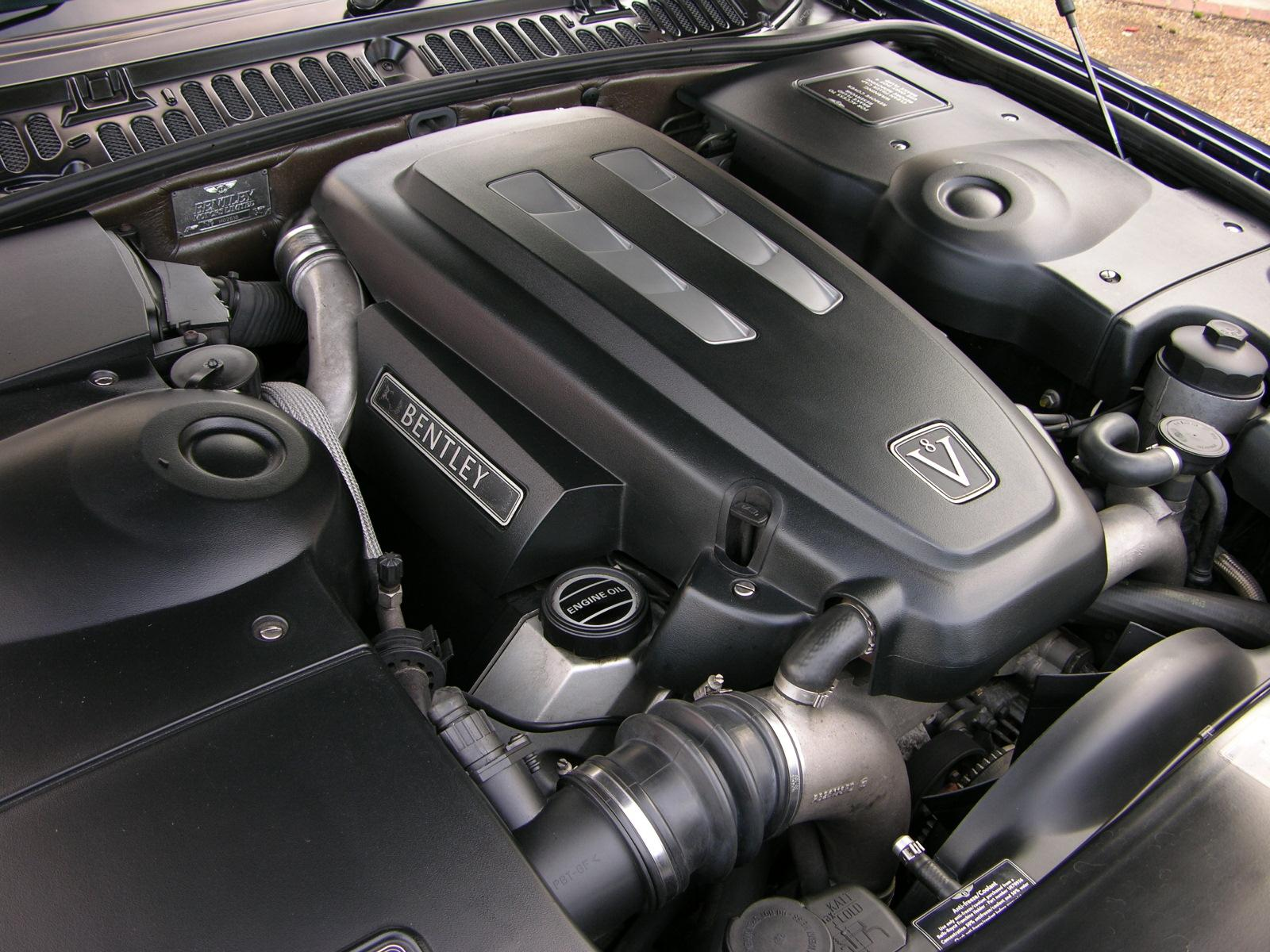
V8-Motor in einem 1999er Arnage

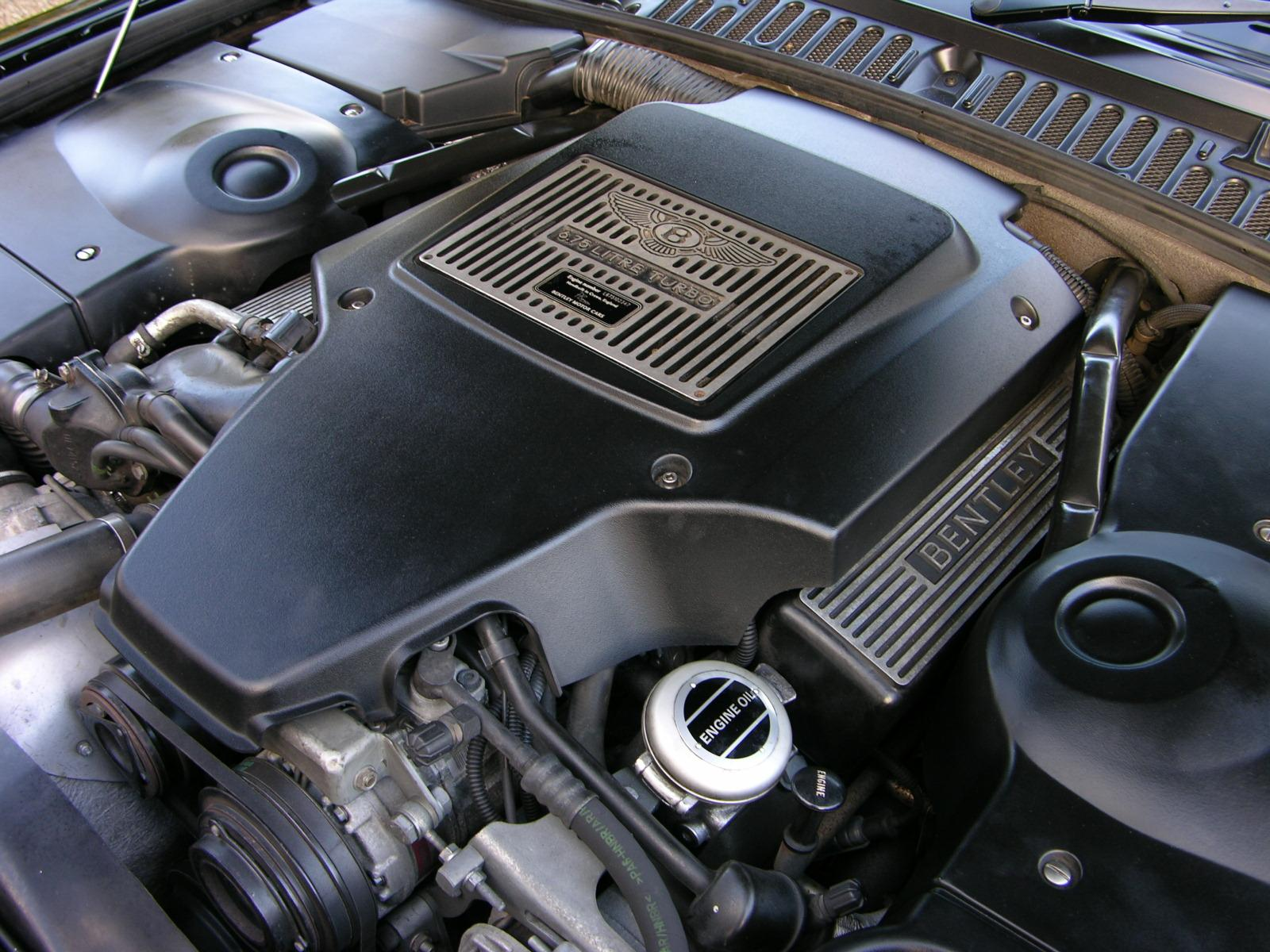
V8-Motor in einem 2001er Arnage

| Bentley                                    | Arnage Green Label           | Arnage Red Label (Arnage R ab 2002) | Arnage LWB (ab 2002 Arnage RL) | Arnage R                     | Arnage T                     | Arnage T                     |
| ------------------------------------------ | ---------------------------- | ----------------------------------- | ------------------------------ | ---------------------------- | ---------------------------- | ---------------------------- |
| Bauzeitraum                                | 1999–2001                    | 2000–2006                           | 2000–2006                      | 2006–2010                    | 2002–2006                    | 2006–2010                    |
| Einbaulage des Motors                      | Frontmotor                   | Frontmotor                          | Frontmotor                     | Frontmotor                   | Frontmotor                   | Frontmotor                   |
| Zylinder/Ventile                           | 8 / 4                        | 8 / 2                               | 8 / 2                          | 8 / 2                        | 8 / 2                        | 8 / 2                        |
| Hubraum                                    | 4398 cm³                     | 6750 cm³                            | 6750 cm³                       | 6761 cm³                     | 6761 cm³                     | 6761 cm³                     |
| max. Leistung                              | 260 kW (354 PS) bei 5500/min | 298 kW (405 PS) bei 4100/min        | 298 kW (405 PS) bei 4100/min   | 335 kW (456 PS) bei 4100/min | 335 kW (456 PS) bei 4100/min | 373 kW (507 PS) bei 4200/min |
| max. Drehmoment                            | 570 Nm bei 2.500/min         | 835 Nm bei 2100/min                 | 835 Nm bei 2100/min            | 875 Nm bei 1800/min          | 875 Nm bei 1800/min          | 1000 Nm bei 2100/min         |
| Antrieb                                    | Hinterradantrieb             | Hinterradantrieb                    | Hinterradantrieb               | Hinterradantrieb             | Hinterradantrieb             |                              |
| Beschleunigung, 0–100 km/h                 | 6,5 s                        | 6,4 s (ab 2002 6,2 s)               | 6,4 s (ab 2002 6,2 s)          | 5,5 s                        | 5,5 s                        | 5,2 s                        |
| Höchstgeschwindigkeit                      | 240 km/h                     | 250 km/h                            | 250 km/h                       | 270 km/h                     | 270 km/h                     | 288 km/h                     |
| Tankinhalt                                 | 94 l                         | 100 l                               | 100 l                          | 100 l                        | 100 l                        | 100 l                        |
| Kraftstoffverbrauch auf 100 km, kombiniert | 16,9 l Super Plus            | 19,2 l Super Plus                   | 19,2 l Super Plus              | 19,5 l Super Plus            | 20,7 l Super Plus            | 19,5 l Super Plus            |
| Leergewicht                                | 2302 kg                      | 2520 kg                             | 2655 kg                        | 2585 kg                      | 2585 kg                      | 2585 kg                      |